# Референдум у Швеції 2003

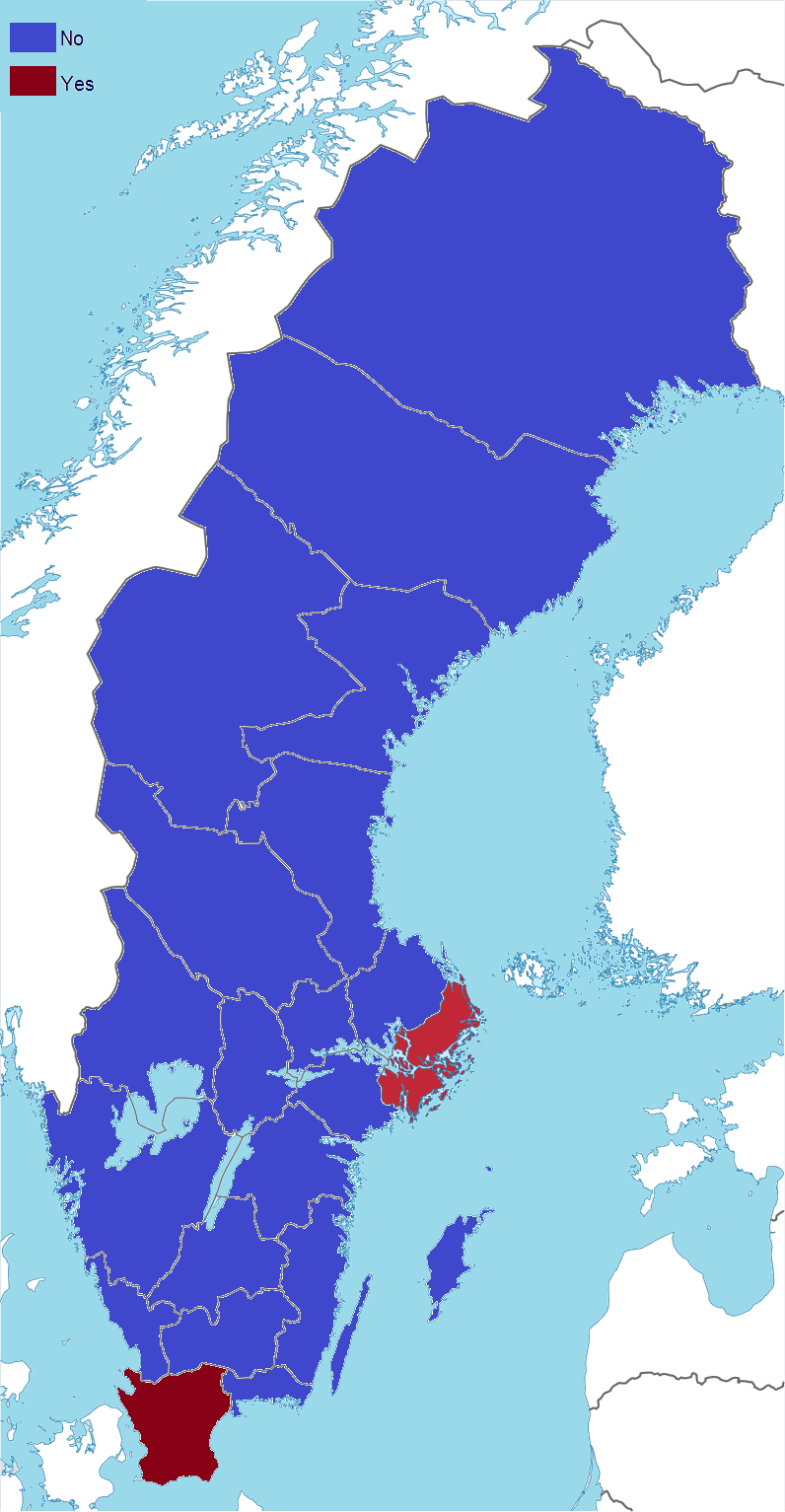
Результати за леном
Ні
Так

14 вересня 2003 року в Швеції був проведений незобов'язуваний референдум про введення євро. Більшість проголосувала за неприйняття євро, а отже, і Швеція у 2003 році вирішила не приймати євро. Якби вони проголосували за, план полягав у тому, що Швеція прийняла б євро 1 січня 2006 року.
Текст виборчого бюлетеня був «Чи вважаєте ви, що Швеція повинна ввести євро як валюту?» (швед. Anser du att Sverige skall införa euron som valuta?). «Швеція в Європі» була головною організацією, яка проводила кампанії за голосування «так». Кампанію «Ні» очолили дві організації, що представляли ліві («Народний рух ні ЄС») і праві політики відповідно. Політичні партії розділилися. Партія центру, ліва сторона і партія зелених були проти. Помірна коаліційна партія, християнські демократи і народна партія — ліберали були за. Соціал-демократи не зайняли ніякої позиції через внутрішні розбіжності.

## Передумови
Швеція приєдналася до Європейського Союзу у 1995 році, і її договір про приєднання змушував її приєднатися до євро. Однак, однією з вимог щодо членства в єврозоні є дворічне членство в ERM II, і Швеція вирішила не приєднуватися до цього механізму і, як наслідок, пов'язати його обмінний курс до євро ±2,25 %. Хоча існує державна підтримка членства, всі партії зобов'язалися не вступати без референдуму на користь цього.

## Результати
Явка виборців становила 82,6%, а результат склав 55,9% проти 42,0% на користь залишення крони.  Більшість виборців у лені Стокгольм проголосували на користь прийняття євро (54,7% "так", 43,2% "ні"). У ленах Сконе і Стокгольмі голоси "так" (49,3%) перевищували кількість голосів "ні" (48,5%), хоча недійсними та порожніми голосами не стали більшістю для будь-якого з цих варіантів. У всіх інших частинах Швеції більшість проголосувала "ні". Серед комун, більшість з західного Сконе та в Стокгольмі проголосували "так". Кунгсбака і Гапаранда також проголосували "так". Всі інші муніципалітети проголосували "ні".
| Результати референдуму | Голоси    | Відсотки |
| ---------------------- | --------- | -------- |
| Так                    | 2,453,899 | 42.0     |
| Ні                     | 3,265,341 | 55.9     |
| Недійсні голоси        | 121,073   | 2.1      |
| Усього                 | 5,840,313 | 100      |
| Недійсні голоси        | 3,475     |          |
| Зареєстровані виборці  | 7,077,502 |          |
| Явка                   | 5,843,788 | 82.6     |

Джерело: Nationalencyklopedin, Шведська виборча комісія